# 自伐型林業
自伐型林業（じばつがたりんぎょう）は、森林所有者が経営・管理・施業を委託する林業形態から、農家林家などによる自家伐採と6次産業の持続可能な森林経営手法である。

## 概要
京都議定書に基づく森林吸収量の確保に向けて持続的な方法（吸収量は間伐をして間伐材を生産した方がより大きくなる）で森林を増やすため、対策安定財源として森林環境税の導入が予定されている。2014年（平成26年）度～2023年（「平成35年」）度まで、東日本大震災の復興などに必要な財源を住民税に上乗せ徴収しているため、導入時期は2024年（「平成36年」）度の予定。皆伐・過間伐（大量間伐）の林内は隙間だらけになり、台風により残った立木が風倒木となって持続性を失うので、天然林が自伐型林業の目標林となる。担い手の募集では、地域おこし協力隊にも広がっている。2014年（平成26年）5月9日、自伐型林業推進協会が設立される
。2015年（平成27年）4月17日、自伐型林業普及推進議員連盟が発足。2018年（平成30年）2月5日、自伐型林業推進協会が林野庁の「新たな森林管理システム」について提言をした。

## 関連書籍
- 中嶋健造 編『NEW自伐型林業のすすめ 』ISBN 978-4881383247 全国林業改良普及協会 (2015/5/30)
- 佐藤宣子・興梠克久・家中茂著『林業新時代「自伐」がひらく農林家の未来』ISBN 9784540092312 農山漁村文化協会（2014/05）
- 中嶋健造 丹羽健司・佐藤大輔・深澤光 編『バイオマス材収入から始める副業的自伐林業 』ISBN 978-4-88138-271-4 全国林業改良普及協会 (2012/1/30)

## 関連論文
- 「自伐型林業」方式による中山間地域の経済循環と環境保全モデルの構築[20]
- 興梠克久, 椙本杏子「自伐林家グループによる地域森林管理－静岡県を事例に－」『日本森林学会大会発表データベース』第125回日本森林学会大会 セッションID: A22、日本森林学会、2014年、21頁、doi:10.11519/jfsc.125.0_21、NAID 130005474161、2018年2月12日閲覧。